# Fußball-Weltmeisterschaft 2014/Kolumbien
Dieser Artikel behandelt die kolumbianische Fußballnationalmannschaft bei der Fußball-Weltmeisterschaft 2014. Kolumbien nahm erst zum fünften Mal an der Endrunde teil und nach 1962 zum zweiten Mal an einer Endrunde in Südamerika. Bei der letzten Teilnahme 1998 schied Kolumbien bereits in der Vorrunde aus. Zum ersten Mal wurde das Viertelfinale erreicht, in dem die Mannschaft gegen Gastgeber und Rekordweltmeister Brasilien ausschied.

## Qualifikation
Kolumbien qualifizierte sich über die Qualifikationsspiele des südamerikanischen Fußballverbandes CONMEBOL.
Alle neun Mannschaften, die neben Gastgeber Brasilien dem südamerikanischen Verband CONMEBOL angehören, spielten in einer einzigen Gruppenphase mit Hin- und Rückspiel gegeneinander, wobei sich für jede Mannschaft insgesamt 16 Begegnungen ergaben und an jedem Spieltag eine Mannschaft spielfrei war. Die vier bestplatzierten Teams qualifizierten sich direkt für die Endrunde der Weltmeisterschaft 2014. Kolumbien begann die Qualifikation unter Leonel Álvarez, der sein Amt erst im September 2011 übernommen hatte, aber nach zwei Spielen bereits wieder entlassen wurde. Sein Nachfolger wurde der Argentinier José Pekerman. Alle Heimspiele wurden im auf Meereshöhe gelegenen Estadio Metropolitano Roberto Meléndez in Barranquilla ausgetragen, dem größten Stadion des Landes. Mit insgesamt neun Siegen, drei Remis und vier Niederlagen qualifizierte sich Kolumbien als zweitbeste Mannschaft der Südamerika-Qualifikation bereits am vorletzten Spieltag. Dabei wurde in diesem Spiel gegen Chile ein 0:3-Pausenrückstand noch in ein 3:3 verwandelt. Durch die Ergebnisse in der Qualifikation erreichte Kolumbien im Juli 2013 mit Platz 3 die bis dato beste Platzierung in der FIFA-Weltrangliste.
Tabelle
| Pl. | Land        | Sp. | S | U | N  | Tore    | Diff. | Punkte |
| --- | ----------- | --- | - | - | -- | ------- | ----- | ------ |
| 1.  | Argentinien | 16  | 9 | 5 | 2  | 035:150 | +20   | 32     |
| 2.  | Kolumbien   | 16  | 9 | 3 | 4  | 027:130 | +14   | 30     |
| 3.  | Chile       | 16  | 9 | 1 | 6  | 029:250 | +4    | 28     |
| 4.  | Ecuador     | 16  | 7 | 4 | 5  | 020:160 | +4    | 25     |
| 5.  | Uruguay     | 16  | 7 | 4 | 5  | 025:250 | ±0    | 25     |
| 6.  | Venezuela   | 16  | 5 | 5 | 6  | 014:200 | −6    | 20     |
| 7.  | Peru        | 16  | 4 | 3 | 9  | 017:260 | −9    | 15     |
| 8.  | Bolivien    | 16  | 2 | 6 | 8  | 017:300 | −13   | 12     |
| 9.  | Paraguay    | 16  | 3 | 3 | 10 | 017:310 | −14   | 12     |

Spielergebnisse
| Datum      | Ort                     | Heimmannschaft | - | Gast        | Ergebnis  | Torschützen für Kolumbien                                                 |
| ---------- | ----------------------- | -------------- | - | ----------- | --------- | ------------------------------------------------------------------------- |
| 11.10.2011 | La Paz (BOL)            | Bolivien       | – | Kolumbien   | 1:2 (0:0) | Pabon (48.), Falcao (90.+3)                                               |
| 11.11.2011 | Barranquilla            | Kolumbien      | – | Venezuela   | 1:1 (1:0) | Guarín (11.)                                                              |
| 15.11.2011 | Barranquilla            | Kolumbien      | – | Argentinien | 1:2 (0:0) | Pabon (44.)                                                               |
| 03.06.2012 | Lima (PER)              | Peru           | – | Kolumbien   | 0:1 (0:0) | James (51.)                                                               |
| 10.06.2012 | Quito (ECU)             | Ecuador        | – | Kolumbien   | 1:0 (0:0) |                                                                           |
| 07.09.2012 | Barranquilla            | Kolumbien      | – | Uruguay     | 4:0 (1:0) | Falcao (2.), Gutiérrez (47., 51.), Zúñiga (90.)                           |
| 11.09.2012 | Santiago de Chile (CHL) | Chile          | – | Kolumbien   | 1:3 (1:0) | James (58.), Falcao (73.), Gutierrez (76.)                                |
| 12.10.2012 | Barranquilla            | Kolumbien      | – | Paraguay    | 2:0 (0:0) | Falcao (52., 89.)                                                         |
| 22.03.2013 | Barranquilla            | Kolumbien      | – | Bolivien    | 5:0 (1:0) | Torres (20.), Valdés (49.), Gutiérrez (62.), Falcao (86.), Armero (90.+2) |
| 26.03.2013 | Puerto Ordaz (VEN)      | Venezuela      | – | Kolumbien   | 1:0 (1:0) |                                                                           |
| 07.06.2013 | Buenos Aires (ARG)      | Argentinien    | – | Kolumbien   | 0:0       |                                                                           |
| 11.06.2013 | Barranquilla            | Kolumbien      | – | Peru        | 2:0 (2:0) | Falcao (12./ Elfm.), Gutiérrez (45.)                                      |
| 06.09.2013 | Barranquilla            | Kolumbien      | – | Ecuador     | 1:0 (0:0) | James (30.)                                                               |
| 10.09.2013 | Montevideo (URY)        | Uruguay        | – | Kolumbien   | 2:0 (0:0) |                                                                           |
| 11.10.2013 | Barranquilla            | Kolumbien      | – | Chile       | 3:3 (0:3) | Gutiérrez (69.), Falcao (74./Elfm., 83./ Elfm.)                           |
| 15.10.2013 | Asunción (PRY)          | Paraguay       | – | Kolumbien   | 1:2 (1:1) | Yepes (38., 56.)                                                          |

Insgesamt wurden in den 16 Spielen 35 Spieler eingesetzt. Lediglich Torhüter David Ospina kam in allen Spielen zum Einsatz. Bester Torschütze war Falcao mit neun Toren, davon drei Elfmeter. Damit war er zusammen mit Gonzalo Higuaín drittbester Torschütze der südamerikanischen Mannschaften. Neun weitere Spieler steuerten die weiteren Tore bei. Im letzten Spiel erhielt Fredy Guarín die Gelb-rote Karte, womit er für das erste Endrundenspiel gesperrt war.

## Vorbereitung
Am 5. März endete ein Testspiel in Barcelona gegen Tunesien mit 1:1. Das Tor für Kolumbien erzielte James Rodríguez in der 21. Minute per Elfmeter. Falcao, bester Torschütze der Qualifikation, zog sich am 22. Januar 2014 einen Riss des Kreuzbandes im linken Knie zu und fiel dadurch für die WM aus. Am 31. Mai 2014 spielte Kolumbien in Buenos Aires 2:2 gegen den Senegal, Torschützen für Kolumbien waren Gutiérrez (11.) und Bacca (45.). Am 6. Juni fand ebenfalls in Buenos Aires noch ein Spiel gegen Jordanien statt, gegen das Kolumbien erstmals antrat und mit 3:0 gewann. Die Tore erzielten James Rodríguez (41.), Cuadrado (82.) und Guarín (88.).

## Endrunde

### Kader
Im Kader hatte zuvor lediglich Torhüter Faryd Mondragón WM-Erfahrung, der bei der letzten WM-Teilnahme, als die meisten anderen Kadermitglieder noch in Juniorenmannschaften spielten, zu drei Einsätzen kam und der älteste Teilnehmer der WM war. Durch seinen Einsatz im Spiel gegen Japan wurde er der älteste WM-Spieler aller Zeiten.
| Nr.               | Name                                          | Verein vor WM-Beginn 1 | Länderspiel- einsätze 2 | Länderspiel- tore 2 | Geburtstag                                         | Spiele   | Tore     |          |          |          | WM-Teilnahmen | WM-Spiele (vor 2014) | WM-Tore (vor 2014) |
| Torhüter          | Torhüter                                      | Torhüter               | Torhüter                | Torhüter            | Torhüter                                           | Torhüter | Torhüter | Torhüter | Torhüter | Torhüter | Torhüter      | Torhüter             | Torhüter           |
| ----------------- | --------------------------------------------- | ---------------------- | ----------------------- | ------------------- | -------------------------------------------------- | -------- | -------- | -------- | -------- | -------- | ------------- | -------------------- | ------------------ |
| 22                | Faryd Mondragón                               | Deportivo Cali         | 050                     | 0                   | 21. Juni 1971                                      | 1        | 0        | 0        | 0        | 0        | 1994, 1998    | 3                    | 0                  |
| 01                | David Ospina                                  | OGC Nizza              | 044                     | 0                   | 31. August 1988                                    | 5        | 0        | 0        | 0        | 0        |               |                      |                    |
| 12                | Camilo Vargas                                 | Santa Fe CD            | 000                     | 0                   | 9. März 1989                                       | 0        | 0        | 0        | 0        | 0        |               |                      |                    |
| Abwehrspieler     |                                               |                        |                         |                     |                                                    |          |          |          |          |          |               |                      |                    |
| 16                | Éder Balanta                                  | River Plate            | 005                     | 0                   | 28. Februar 1993                                   | 0        | 0        | 0        | 0        | 0        |               |                      |                    |
| 04                | Santiago Arias                                | PSV Eindhoven          | 006                     | 0                   | 13. Januar 1992                                    | 3        | 0        | 0        | 0        | 0        |               |                      |                    |
| 07                | Pablo Armero                                  | West Ham United        | 053                     | 01                  | 2. November 1986                                   | 5        | 1        | 1        | 0        | 0        |               |                      |                    |
| 23                | Carlos Valdés                                 | San Lorenzo            | 014                     | 02                  | 22. Mai 1985                                       | 1        | 0        | 0        | 0        | 0        |               |                      |                    |
| 03                | Mario Yepes                                   | Atalanta Bergamo       | 098                     | 06                  | 13. Januar 1976                                    | 4        | 0        | 0        | 0        | 0        |               |                      |                    |
| 02                | Cristián Zapata                               | AC Mailand             | 024                     | 0                   | 30. September 1986                                 | 4        | 0        | 0        | 0        | 0        |               |                      |                    |
| 18                | Juan Zúñiga                                   | SSC NeapelP            | 050                     | 01                  | 14. Dezember 1985                                  | 4        | 0        | 0        | 0        | 0        |               |                      |                    |
| Mittelfeldspieler |                                               |                        |                         |                     |                                                    |          |          |          |          |          |               |                      |                    |
| 08                | Abel Aguilar                                  | FC Toulouse            | 049                     | 05                  | 6. Januar 1985                                     | 3        | 0        | 0        | 0        | 0        |               |                      |                    |
| 11                | Juan Cuadrado                                 | AC Florenz             | 028                     | 04                  | 26. Mai 1988                                       | 5        | 1        | 0        | 0        | 0        |               |                      |                    |
| 13                | Fredy Guarín                                  | Inter Mailand          | 049                     | 04                  | 30. Juni 1986                                      | 3        | 0        | 1        | 0        | 0        |               |                      |                    |
| 15                | Alexander Mejía                               | Atlético Nacional      | 008                     | 0                   | 11. Juli 1988                                      | 4        | 0        | 0        | 0        | 0        |               |                      |                    |
| 20                | Juan Quintero                                 | FC Porto               | 004                     | 0                   | 18. Januar 1993                                    | 3        | 1        | 0        | 0        | 0        |               |                      |                    |
| 05                | Carlos Carbonero                              | River Plate            | 002                     | 0                   | 25. Juli 1990                                      | 1        | 0        | 0        | 0        | 0        |               |                      |                    |
| 10                | James Rodríguez                               | AS Monaco              | 022                     | 05                  | 12. Juli 1991                                      | 5        | 6        | 1        | 0        | 0        |               |                      |                    |
| 06                | Carlos Sánchez                                | FC Elche               | 044                     | 0                   | 6. Februar 1986                                    | 4        | 0        | 1        | 0        | 0        |               |                      |                    |
| Stürmer           |                                               |                        |                         |                     |                                                    |          |          |          |          |          |               |                      |                    |
| 17                | Carlos Bacca                                  | FC SevillaE            | 011                     | 03                  | 8. September 1986                                  | 1        | 0        | 0        | 0        | 0        |               |                      |                    |
| 09                | Teófilo Gutiérrez                             | River Plate            | 030                     | 13                  | 17. Mai 1985                                       | 4        | 1        | 0        | 0        | 0        |               |                      |                    |
| 14                | Víctor Ibarbo                                 | Cagliari Calcio        | 009                     | 01                  | 19. Mai 1990                                       | 2        | 1        | 0        | 0        | 0        |               |                      |                    |
| 21                | Jackson Martínez                              | FC Porto               | 027                     | 08                  | 3. Oktober 1986                                    | 3        | 2        | 0        | 0        | 0        |               |                      |                    |
| 19                | Adrián Ramos                                  | Hertha BSC             | 026                     | 02                  | 22. Januar 1986                                    | 3        | 0        | 0        | 0        | 0        |               |                      |                    |
| Trainerstab       |                                               |                        |                         |                     |                                                    |          |          |          |          |          |               |                      |                    |
|                   | José Pekerman                                 | Trainer                |                         |                     | 3. September 1949                                  | 5        |          |          |          |          | 2006 3        | 5                    |                    |
|                   | Néstor Lorenzo Patricio Camps Pablo Garabello | Trainerassistenten     | 13 4 02 4               | 1 4 0 4             | 26. Februar 1966 22. Januar 1972 3. September 1972 |          |          |          |          |          | 1990 4        | 3 4                  | 0                  |
|                   | Eduardo Niño                                  | Torwarttrainer         | 03 5                    | 0                   | 8. August 1967                                     |          |          |          |          |          |               |                      |                    |
|                   | Eduardo Urtasún                               | Konditionstrainer      |                         |                     | 25. Januar 1961                                    |          |          |          |          |          |               |                      |                    |

### Gruppenphase
Bei der am 6. Dezember 2013 vorgenommenen Auslosung der Endrunde wurde Kolumbien aufgrund der Platzierung in der FIFA-Weltrangliste im Oktober 2013 erstmals bei einer WM-Endrundenauslosung in Topf 1 gesetzt und als Gruppenkopf von Gruppe C gelost. Zugelost wurden Griechenland, die Elfenbeinküste und Japan. Gegen Japan spielte Kolumbien zuvor zweimal: In der Confed-Cup-Vorrunde 2003 gab es ein 1:0, vier Jahre später bei einem Freundschaftsspiel in Saitama ein 0:0. Gegen Griechenland gab es bis zur WM nur ein Freundschaftsspiel am 5. Juni 1994 in der Vorbereitung auf die WM 1994, welches 2:0 endete. Gegen die Elfenbeinküste hatte Kolumbien vor der WM noch nie gespielt.
In Belo Horizonte hatte Kolumbien am 25. April 1985 ein Freundschaftsspiel gegen Brasilien mit 1:2 verloren. In Rio de Janeiro hatte Kolumbien bereits mehrfach gespielt. Weitere Spiele in den Spielorten gab es vor der WM noch nicht.
Mannschaftsquartier und Trainingsstätte war das Trainingszentrum des FC São Paulo CFA Presidente Laudo Natel in Cotia.
| Rang | Land           | Tore | Punkte |
| ---- | -------------- | ---- | ------ |
| 1    | Kolumbien      | 9:2  | 9      |
| 2    | Griechenland   | 2:4  | 4      |
| 3    | Elfenbeinküste | 4:5  | 3      |
| 4    | Japan          | 2:6  | 1      |

- Sa., 14. Juni 2014, 13:00 Uhr (18:00 Uhr MESZ) in Belo Horizonte
 Kolumbien –  Griechenland 3:0 (1:0)
- Do., 19. Juni 2014, 13:00 Uhr (18:00 Uhr MESZ) in Brasília
 Kolumbien –  Elfenbeinküste 2:1 (0:0)
- Di., 24. Juni 2014, 16:00 Uhr (22:00 Uhr MESZ) in Cuiabá
 Japan –  Kolumbien 1:4 (1:1)

### K.-o.-Runde
- Achtelfinale: Sa., 28. Juni 2014, 17:00 Uhr (22:00 Uhr MESZ) in Rio de Janeiro (Maracanã)
 Kolumbien –  Uruguay 2:0 (1:0)

Es war das 38. Spiel zwischen beiden Mannschaften. Die Bilanz mit zuvor 11 Siegen, 8 Remis und 18 Niederlagen konnte durch den Sieg nicht wesentlich verbessert werden. Immerhin ist die Bilanz bei Weltmeisterschaften nun ausgeglichen, denn 1962 unterlag Kolumbien in der Vorrunde Uruguay mit 1:2.
- Viertelfinale: Fr. 4. Juli 2014, 17:00 Uhr (22:00 Uhr MESZ) in Fortaleza 
 Brasilien –  Kolumbien 2:1 (1:0)

Zuvor spielte Kolumbien 24-mal gegen die brasilianische A-Nationalmannschaft, davon wurden 2 Spiele gewonnen, 8 – davon die letzten 4 vor der WM – endeten remis und 14 wurden verloren. Bei Weltmeisterschaften trafen beide zuvor noch nie aufeinander.

## Auszeichnungen
James Rodríguez wurde als erster Kolumbianer bester Torschütze und mit dem Goldenen Schuh ausgezeichnet. Zudem wurde er dreimal als "Man of the Match" ausgezeichnet und in die Top 11 des Turniers berufen. Am 17. Juli wurde er für die Wahl zu Europas Fußballer des Jahres nominiert. Sein Tor zum 2:0 gegen Uruguay wurde mit dem FIFA-Puskás-Preis ausgezeichnet.

## Sportliche Auswirkungen
In der FIFA-Weltrangliste kletterte Kolumbien um vier Positionen von Platz 8 auf Platz 4 und war daraufhin zweitbeste südamerikanische Mannschaft in der Rangliste hinter Argentinien.